# Опільська сільська рада
Опільська сільська рада — колишній орган місцевого самоврядування у Сокальському районі Львівської області. Адміністративний центр ради — село Опільсько.

## Населені пункти
Сільській раді підпорядковані населені пункти:
- с. Опільсько
- с. Бояничі
- с. Гатківка
- с. Забужжя
- с. Конотопи

## Склад ради
Рада складається з 16 депутатів та голови.

### Керівний склад попередніх скликань
| ПІБ                       | Основні відомості                                                                       | Дата обрання | Дата звільнення |
| ------------------------- | --------------------------------------------------------------------------------------- | ------------ | --------------- |
| Дмитрів Андрій Степанович | Сільський голова, 1967 р.н., освіта, безпартійний                                       | 26.03.2006   | 31.10.2010      |
| Дмитрів Андрій Степанович | Сільський голова, 1967 р.н., освіта вища, член Всеукраїнського об'єднання «Батьківщина» | 31.10.2010   |                 |

Примітка: таблиця складена за даними джерела